# Chiesa di Sant'Andrea Apostolo (Chioggia)
La chiesa di San Andrea Apostolo è l'edificio religioso più antico della città di Chioggia e ha come campanile una medievale torre d'avvistamento databile all'incirca a metà del X secolo, che conserva l'orologio da torre funzionante più antico del mondo. 

## Storia

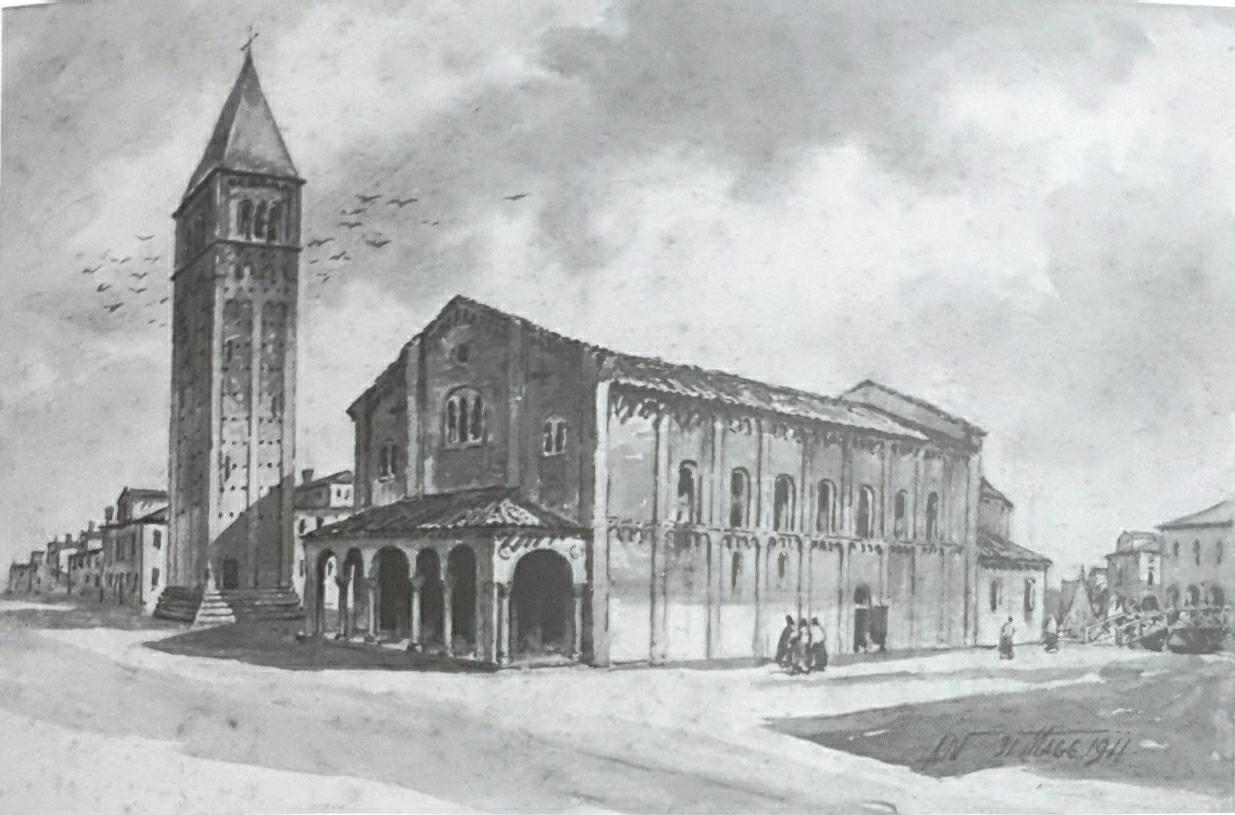
Ricostruzione grafica di San Andrea (Chioggia) di Aristide Naccari

Prime tracce di questo edificio si hanno a partire dal X secolo, in stile bizantino con pianta a croce latina, divisa in tre navate da serie di colonne.
Al momento del trasferimento della sede vescovile da Malamocco a Chioggia nel 1110, quella di Sant'Andrea divenne chiesa vescovile, ospitando le reliquie dei patroni cittadini e delle diocesi San Felice e San Fortunato fino al completamento degli ampliamenti nella chiesa della Natività di Maria, divenuta Cattedrale. Le spoglie dei santi Patroni tornarono nuovamente a Sant'Andrea dopo l'incendio della cattedrale del 1623 rimanendoci fino al 1659. Vi ritornarono un'ultima volta nel 1910 in occasione degli otto secoli dal trasferimento della sede vescovile a Chioggia.
L'edificio all'inizio del Settecento mostrava segni di cedimento, ma i lavori vennero procrastinati a causa del crollo dell'abside nella vicina chiesa di San Giacomo nel 1739 che quindi ricevette i fondi stanziati dalla Congregazione della Cattedrale. Francesco Grego canonico della chiesa di San Andrea si impegnò personalmente nella raccolta fondi e riuscì a far iniziare i lavori nel 1741. Il progetto, attribuito ad Andrea Tirali ed eseguito da Tranquillin Carisi, non ricostruì da zero la chiesa ma ne fece un radicale restauro e ampliamento.
Nel 1782 ci fu la sosta di papa Pio VI in città e la chiesa ricevette nell'occasione la possibilità di acquistare l'indulgenza plenaria.
Nel 1809 la chiesa venne eretta in parrocchia autonoma, essendo stata retta fino allora da un canonico della Cattedrale.  Fu restaurata e, finiti i lavori, venne riconsacrata il 21 settembre 1815.

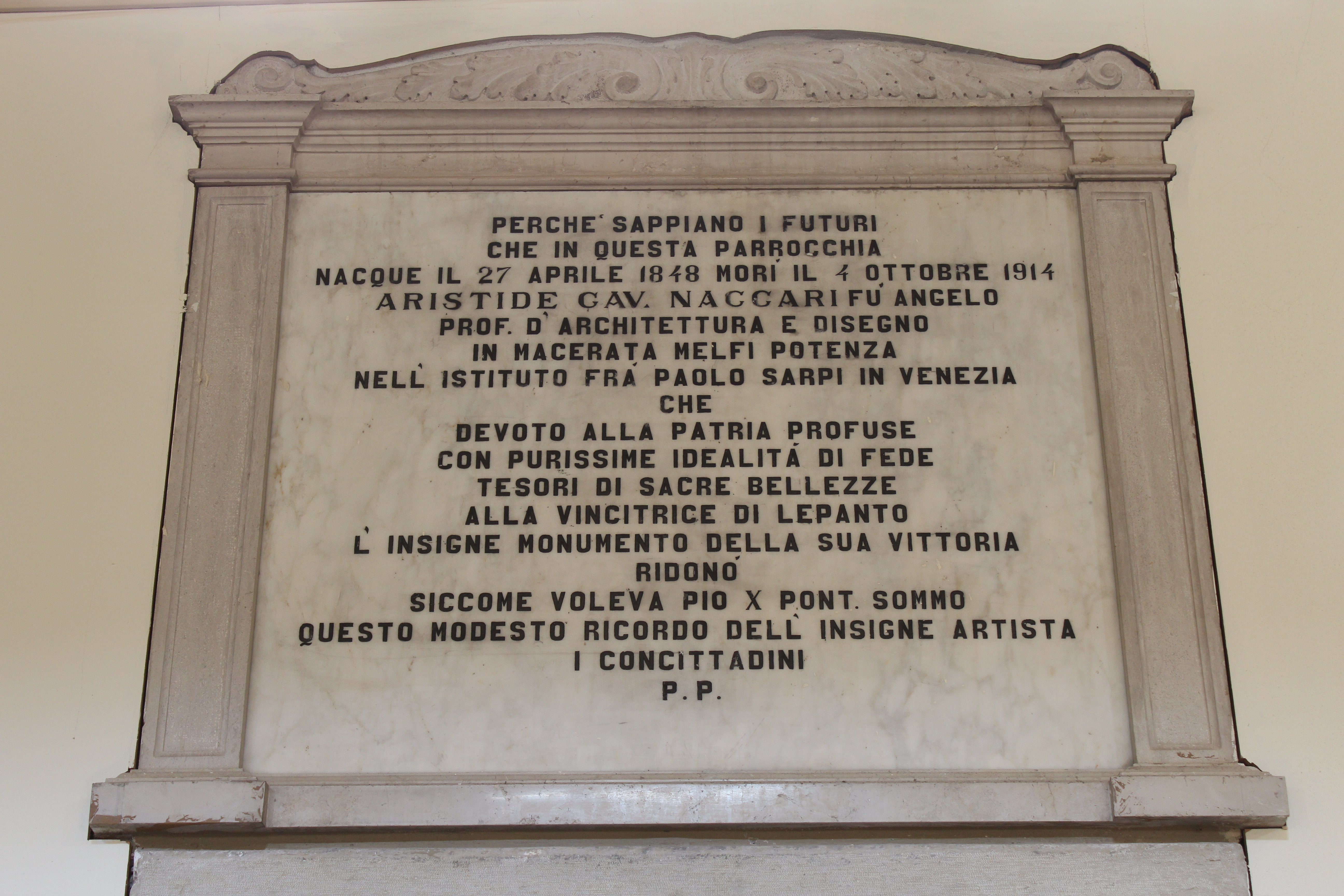
Lapide commemorativa di Aristide Naccari

In questa chiesa fu battezzato ed ebbe il rito funebre il noto artista locale Aristide Naccari come ricorda la lapide inserita tra l'altare di San Andrea e quello di Sant'Anna.
La chiesa subì nel corso dei secoli diversi restauri; i più radicali quelli tra il 2001-2002 e quelli tra il 2011 e 2014 che stabilizzarono la struttura portante e tentarono di bloccare la risalita dell'umidità sulle pareti e operarono l'adeguamento liturgico del presbiterio.

## Descrizione

### Esterno
La facciata a salienti alta 15,80 metri in stile barocco, è stata adornata con le statue di sant'Andrea al centro del timpano semicircolare, san Pietro e San Paolo poggianti su basamenti ai lati della sezione centrale,  mentre culminanti delle sezioni laterali quelle dei santi Vito e Modesto.

### Interno

#### Altari
L'interno della chiesa è a pianta a croce latina, suddiviso in tre navate largo complessivamente 21 metri, lungo 40; l'altezza raggiunta nella cupola è di 17 metri . É dotata di sette altari, così disposti in senso antiorario:

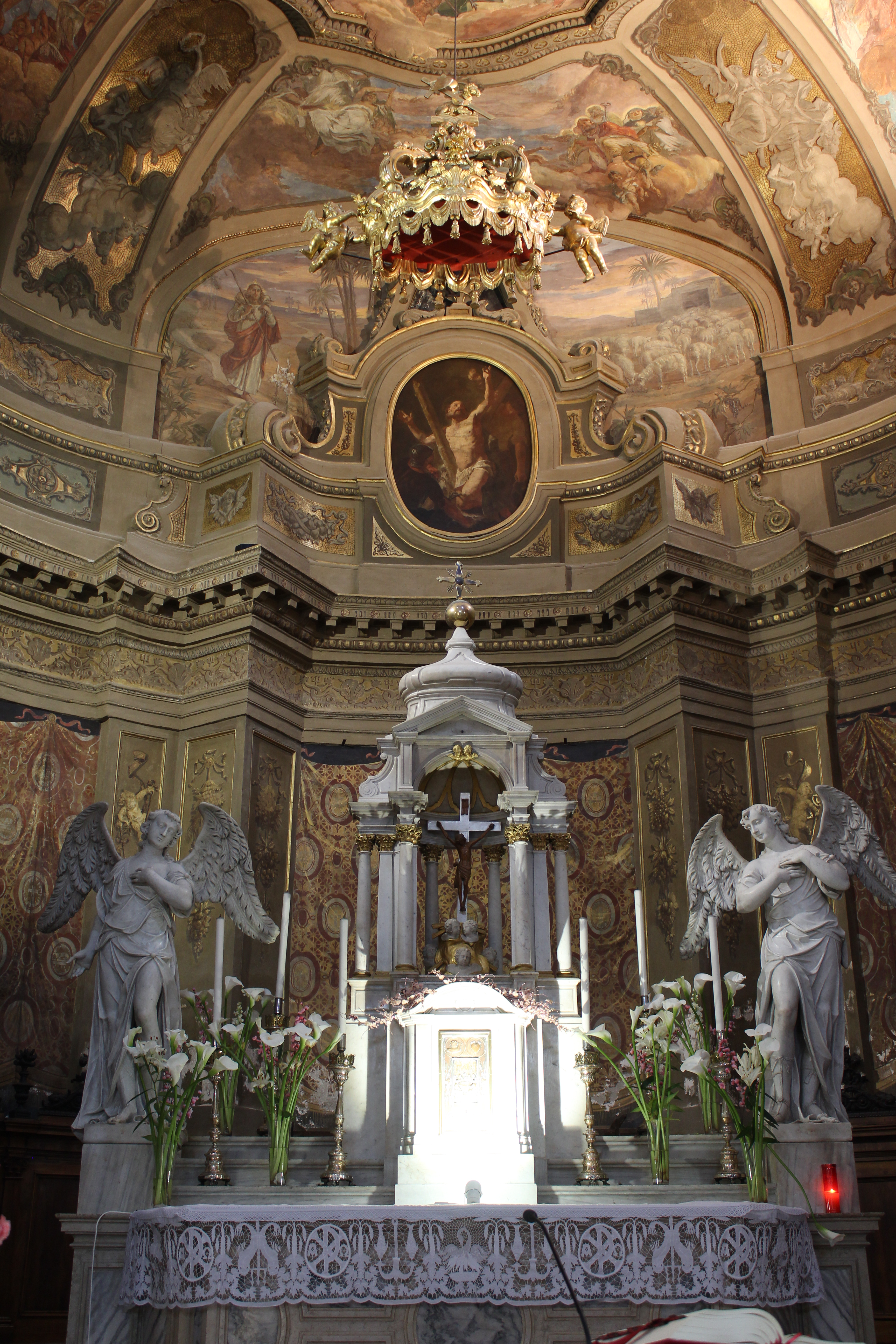
Altar Maggiore

- Altare di San Vito. I suoi marmi furono acquistati nel 1751 dalla chiesa di San Francesco dentro le mura; custodiscono la pala di Palma il Giovane  del 1595 che è in relazione con la Congiura del Tiepolo Baiamonte,  avvenuta nel 1310 a Venezia e sventata anche grazie all'intervento del podestà di Chioggia Ugolino Giustinian, proprio nel giorno liturgico dei Santi Vito e Modesto. Antistante la pale si osserva la statua marmorea di S. Giovanni Nepomuceno.[5]
- Altare dell'annunciazione con pala di fine Seicento del clodiense Antonio Zonelli.
- Altare dell'Addolorata. La statua lignea venne scolpita nel 1730 da Antonio Chiesa e trasferita qui a metà del '700 dalla chiesa di San Francesco dentro le mura. Nel 73 fu arricchita da sette tele illustranti le stazioni devozionali della Via Matris, del pittore clodiense Antonio Vianelli detto Toccia.[6]

L'altare subì diversi interventi a fine Ottocento, ma il più radicale arrivò nel 1909 su progetto di Aristide Naccari che portò alla creazione di una nicchia sporgente dal muro perimetrale di 35 centimetri
- Altar Maggiore. Fu realizzato nel 1815 con il contributo della Fraglia dei Pescatori, come indicato dall'iscrizione alla sua base, invece gli angeli ai lati provengono dalla Chiesa dell'Umiltà di Venezia.
- Altare di San Andrea con pala di Achille Brusomini Naccari e una statua lignea di artista ignoto.
- Altare di Sant'Anna con pala di Antonio Marinetti   del 1770. La mensa alla sua base è stata sostituita nel restauro del 2014.
- Altare del Sacro Cuore con statua lignea del 1960 di Vincenzo Moroder donata dalla De Stefani.

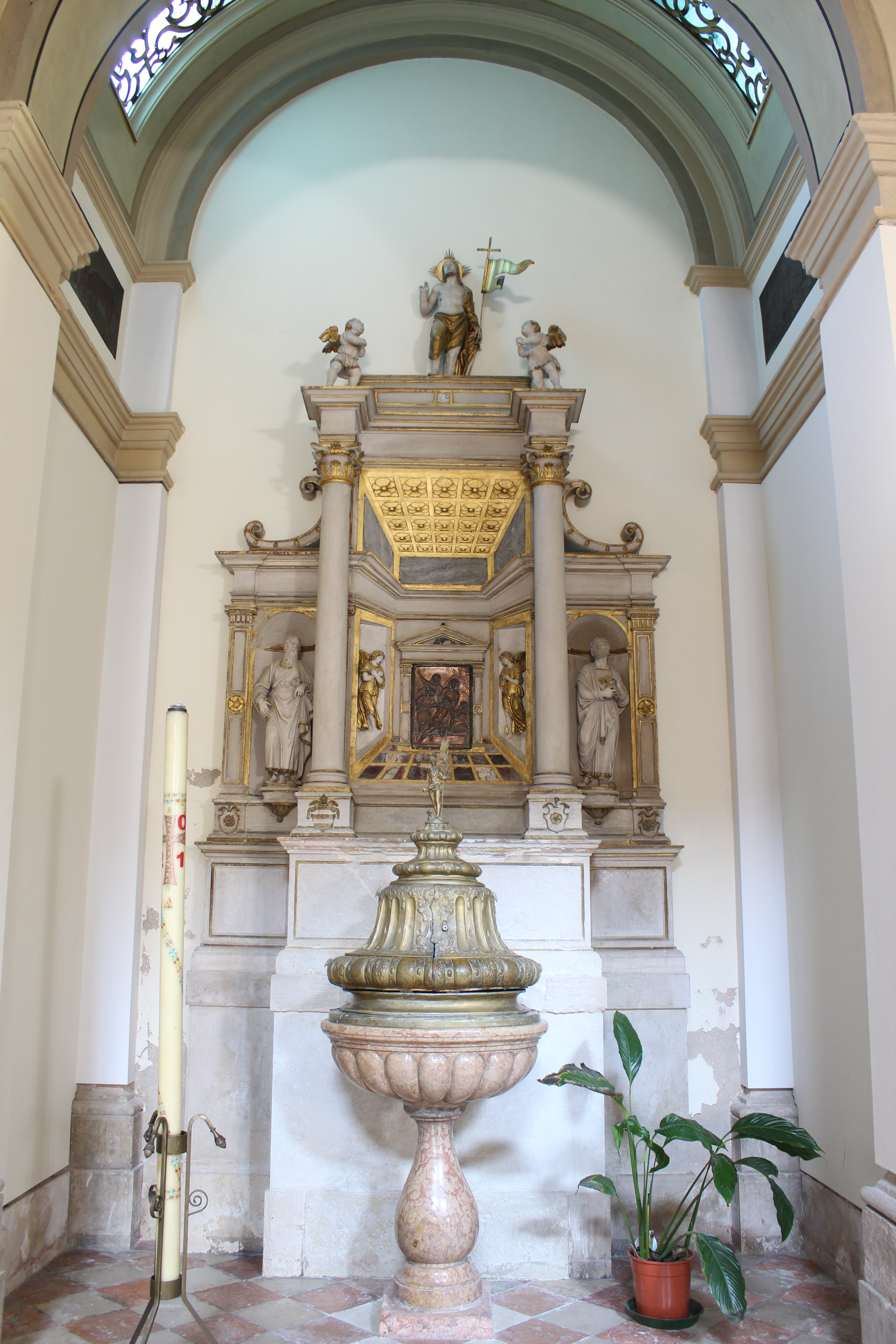

|  |  |  |
|  |  |  |
|  |  |  |

#### Battistero
Il battistero è inserito all'interno della cappella laterale di sinistra. Si può osservare che sulla parete retro del fonte battesimale è montato come dossale l'antico tabernacolo di fine '400, attribuito a Tullio e Antonio Lombardo, donato alla chiesa di San Andrea dalla famiglia Della Rosa;  porta appunto il simbolo della famiglia donatrice e del Vescovo Bernardino Venier che reggeva la diocesi al tempo della donazione.

#### Statue
In diverse nicchie sono collocate statue in legno dipinte in finto marmo, osservabili in senso antiorario dal portale d'ingresso: 
- San Giacomo della Marca
- San Rocco
- San Felice
- San Pietro
- San Paolo
- San Fortunato
- San Francesco Solano[9]

All'inizio del 1600 venne deciso di alzare il pavimento di 30-40 centimetri per proteggere gli interni dall'acqua alta ma rimosso poi tra 2011 e 2014 perché l’intercapedine tra il vecchio e il nuovo concentrava a una pericolosa quantità di umidità.

#### Organo callidiano
Fu costruito da Gaetano Callido nel 1804, ristrutturato nel 1914 e nel 1929 da Domenico Malvestio. Nel 1948 vi fu installato un elettroventilatore .

#### Dipinti

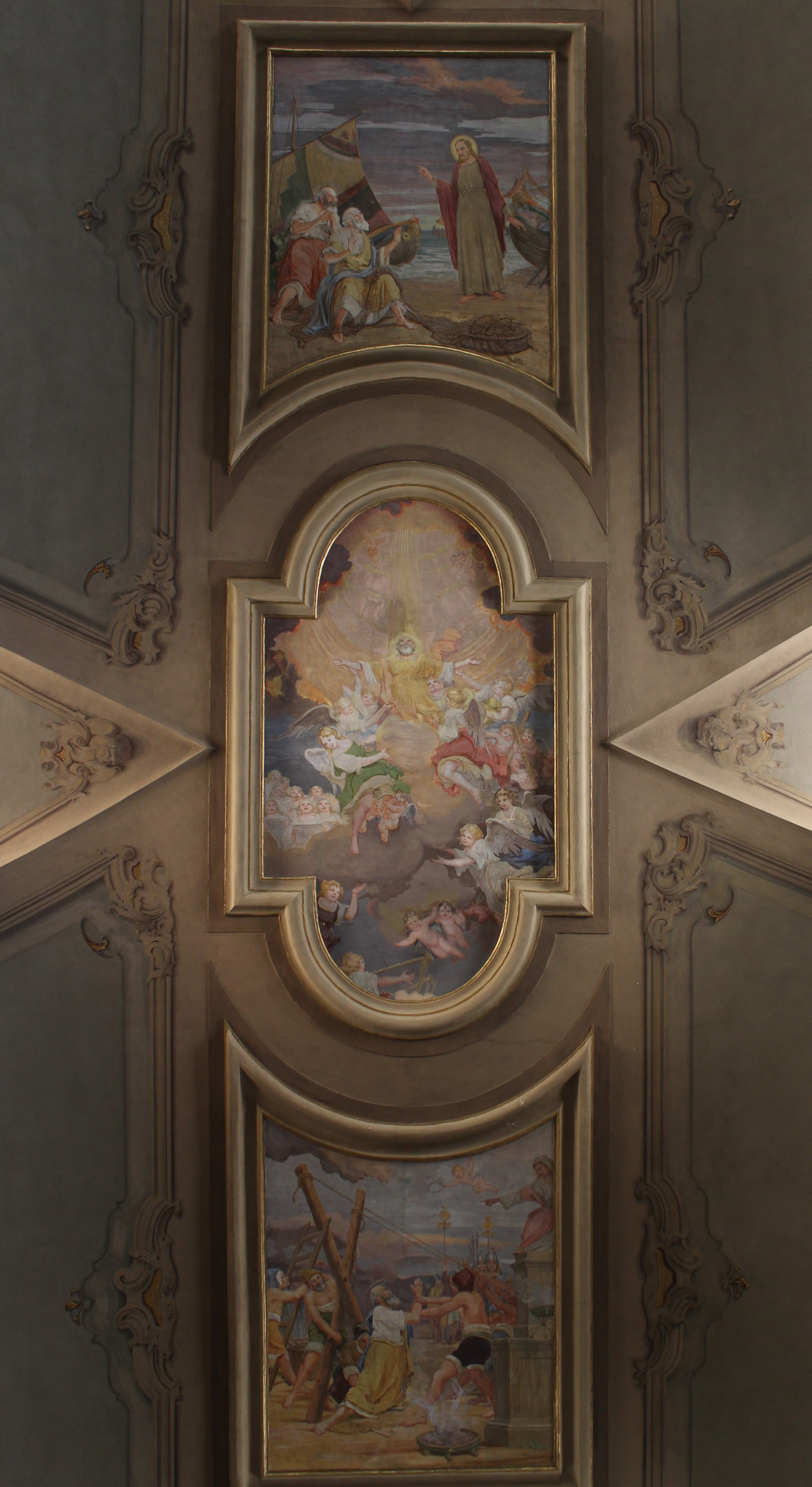
Soffitto della volta centrale

Il soffitto e parte della pareti sono dipinti con varie tecniche a fresco e secco, eseguite da diversi artisti tra '800 e '900, vi sono inserite decorazioni e richiami al mondo navale e peschereccio della laguna veneta. La navata centrale è adornata con motivi geometrici, naturalistici e con le scritte latine a caratteri cubitali che richiamano le vicende di San Andrea. Nella navata centrale, all'interno di tre medaglioni, si possono osservare La Chiamata, Il Martirio e la Gloria di San Andrea, eseguiti da Giuseppe Cherubini nel 1929. 
La zona del transetto,invece, è stata decorata a metà del '800 da Achille Brusomini Naccari, con diversi richiami a simboli mariani, episodi biblici ed eventi della vita di San Andrea .
Sulla parte più alta della cupola è raffigurata la gloria del paradiso, scendendo poi, sopra le finestre, sono raffigurate le virtù teologali. Abbassando ancora lo sguardo si osservano schiere di angeli musicanti nella pareti tra le finestre. I pilastri infine sono adornati con le rappresentazioni dei quattro evangelisti. Tutte opere di Giuseppe Cherubini.
Sul fondo del presbitero si può osservare il tondo raffigurante San Andrea di Antonio Marinetti; Sul soffitto dell'abside, la salita al cielo di San Andrea, dipinta da principio da Giuseppe Ponga e poi perfezionata da Giuseppe Cherubini.